# Grisselklubben
Grisselklubben is een Zweeds eiland behorend tot de Kalix-archipel. Het eiland behoort tot het Natuurreservaat Likskär en ligt ten oosten van Renskäret. Het eiland heeft geen oeververbinding en heeft een enkel zomerhuisje als bebouwing. 
Bastagrundet · Blackgrundet · Blåhällan · Bredskäret · Grisselklubben · Ligogrunnan · Likskäret (Kalix) · Likskärsgrynnan · Likskärshällan · Likskärsrevet · Lillbådan · Långgrundet (west) · Mellanbrottet · Mellangrundsbotten · Olnilsbrottet · Per-Jönsagrynnan · Pölgrynnan · Renskäret · Splitterören · Storbrottet · Storbådan · Trollen (Kalix) · Yrstenen